# 설레는 밤
《설레는 밤》는 대한민국 한국방송공사의 라디오 채널 KBS 쿨FM(수도권 FM 89.1MHz)을 통해 2018년 6월 4일부터 2023년 12월 31일까지 매일 새벽 1시에서 새벽 2시 59분까지 방송되었던 라디오 프로그램이다. 2018년 6월 4일에 첫방송을 시작했으며, 2020년 7월 20일부터 박소현 아나운서가 진행하다가 2022년 5월 15일 방송을 끝으로 건강상의 사유로 하차하였다. 2022년 5월 16일부터 이윤정 아나운서가 DJ를 맡고 있다. 원래는 밤 12시에 방송됐으나, 2021년 9월 6일부터 새벽 1시로 시간대를 이동했다. 그러나 이윤정 아나운서의 휴가와 KBS 1TV 방송 불편해도 괜찮아 촬영 그리고 경주 마라톤 대회 촬영으로 인해 2022년 6월 14일부터 6월 20일까지 그리고 2022년 9월 24일부터 9월 25일까지는 김도연 前 아나운서가 대신 스페셜 DJ를 맡았고 2022년 8월 15일부터 8월 21일까지와 2023년 6월 21일부터 6월 25일까지는 4대 DJ 박소현 아나운서가 대신 스페셜 DJ를 맡았고 2023년 11월 29일에는 김보민 아나운서가 대신 스페셜 DJ를 맡았다.

## 역대 방송시간
| 방송 채널 | 방송 기간                         | 방송 시간                  |
| --------- | --------------------------------- | -------------------------- |
| KBS 쿨FM  | 2018년 6월 4일 ~ 2021년 9월 5일   | 매일 밤 12:00 ~ 새벽 2:00  |
| KBS 쿨FM  | 2021년 9월 6일 ~ 2023년 12월 31일 | 매일 새벽 1:00 ~ 새벽 2:59 |

## 역대 DJ
- 2018년 6월 4일 ~ 2019년 6월 9일 : 김예원
- 2019년 6월 10일 ~ 2020년 5월 10일 : 이혜성
- 2020년 5월 11일 ~ 7월 19일 : 이현주
- 2020년 7월 20일 ~ 2022년 5월 15일 : 박소현
- 2022년 5월 16일 ~ 2023년 12월 31일 : 이윤정

## 코너

### 매일 코너
- 사연과 신청곡
- 여보세요? 듣고 있어?

### 요일별 코너
- 화요일: 심야카페
- 수요일: 노래를 줄게
- 목요일: 살짝, 설렜어
- 금요일: 설레는 POP
- 토요일: 듣다 스르륵 & 설밤 컴필레이션
- 일요일: 더 뮤지션

## 비고
매달 넷째 주 수요일은 더 나은 방송수신을 위해 관악산 송신소의 방송장비 기기점검으로 인해 새벽 2시~5시까지 계획정파를 실시하므로 새벽 2시까지 1시간만 방송된다. (설레는 밤, 이윤정입니다 2부, 윤정수, 남창희의 미스터 라디오(재방송))